# E23号線
E23号線 (E23ごうせん、英: European route E23)は 欧州自動車道路のAクラス幹線道路。
フランスのメスを基点にナンシー、ブザンソン、スイスのヴァロルブを経由しローザンヌまでを結ぶ。

## 経路
- フランス
  - E21号線,E25号線,E50号線,E411号線 - メス
  - E21号線 - ナンシー
  - E512号線 - ルミルモン（英語版）
  - E54号線 - ヴズール
  - E60号線 - ブザンソン
- スイス
  - E25号線,E62号線 - ローザンヌ